# Cupressus forbesii
Cupressus forbesii és una espècie de conífera de la família de les cupressàcies endèmica de la costa central de Califòrnia. És una planta d'ús ornamental (també a Barcelona).
Actualment els arbres supervivents es troben només en dues localitats californianes (Monterey i Carmel) i alguns tenen més de 2.000 anys. En el seu hàbitat natural els estius són frescos.
Arriba a fer de 10 a 25 m i és molt semblant a altres espècies de xiprer però genèticament no està emparentat amb els xiprers europeus.